# 다트
다트(darts)는 다트촉으로 다트판의 과녁을 맞추는 실내 스포츠이다.

## 게임 룰
- 한 사람이 다트촉을 세 번 던진다.
- 과녁 맨 바깥쪽은 그 파이 조각위에 있는 수를 ×2를, 한 수의 점수를 비교적 넓은 곳은 그 숫자 그대로를, 안쪽에 좁은 곳은 ×3점을 하고, 가운데 원 부분은 50점,50점을 감싸는 링모양의 과녁은 25점이다. 과녁 바깥 쪽은 파울(미스)이라고 하며 점수가 없다.
- 다른 사람도 위와 같은 방식으로 하는 것을 10회 하고 더 높은 점수를 얻는 플레이어가 우승을 차지한다.

## 게임 종류
- COUNT UP : 총 8라운드를 진행하며 적중한 모든 점수를 합한다. 모든 라운드가 끝난 후 더 높은 점수를 획득한 사람이 승자이다.
- X01게임(301,501,701,901,1301,1501 등) : 정해진 점수를 정해진 라운드 안에 먼저 정확하게 0점으로 만드는 사람이 승리하는 게임으로 남은 점수보다 더 높은 점수를 획득하여 마이너스 점수가 될 경우(이를 BURST라고 한다.) 그 라운드에서 던진 것은 점수로 인정치 않고 그 전의 라운드 점수로 돌아간다. 만약 정해진 라운드 안에 0점을 만든 사람이 없다면 가장 낮은 점수를 만든 사람이 승자이다.
- 녹 아웃 게임:정확히 321점을 맞추는 게임이고 앞선 사람을 뒤따라가던 사람이 앞선 사람과 같은 점수가 될 경우 앞선 사람은 처음부터 다시 시작하고 뒤따라가던 사람은 한 번 더 던질 수 있게 된다.
- STANDARD CRICKET : 유효한 CRICKET 숫자인 20,19,18,17,16,15,BULL 을 사용하여 공격과 수비를 하는 전략 게임이다. 유효 숫자의 SINGLE 영역에 적중하면 1 MARK가 되며 DOUBLE 영역에 적중하면 2 MARKS, TRIPLE 영역에 적중하면 3 MARKS를 획득하게 된다. 3 MARKS를 획득하게 되면 그 숫자는 획득자의 영역이 되며 다른 플레이어는 그 영역에서 점수를 획득하지 못한다. 획득자는 획득 영역에 다트를 추가 적중을 하면 1 MARK 당 해당 숫자의 점수를 획득한다. 만약 다른 플레이어가 획득자의 영역에 3 MARKS를 획득하면 그 숫자는 무효숫자로 변경되며(CLOSE) 더 이상 추가 점수를 획득할 수 없게 된다. BULL의 경우 정한가운데(DOUBLE BULL)가 2 MARKS 지역이며 그 외곽을 둘르고 있는 SINGLE BULL 지역은 1 MARK가 된다. 정해진 라운드안에 가장 점수가 높으면서 모든 숫자를 3 MARKS로 만든 사람이 승자가 된다. 또는 정해진 라운드 안에 모든 숫자를 3 MARKS 하지 못한다면 모든 라운드가 끝난 후 획득 점수가 가장 높은 사람이 승자가 된다.
- CUT-THROAT CRICKET : 기본적으로 STANDARD CRICKET과 동일한 룰을 사용하나 점수를 획득자가 얻지 않고 획득자를 제외한 나머지 플레이어에게 점수가 더해진다. 점수가 가장 낮은 사람이 모든 영역을 3 MARKS 하거나 모든 라운드가 종료된 후 가장 낮은 점수를 획득한 사람이 승자가 된다.
- CRICKET COUNT UP : 유효한 CRICKET 숫자를 사용하여 총 8라운드를 진행하며 적중한 모든 점수를 합한다. 모든 라운드가 끝난 후 더 높은 점수를 획득 사람이 승자이다. (20, 19, 18, 17, 16, 15, BULL, 모든 유효숫자 순서로 라운드가 진행된다.)
- 이외 킬러, 골프 등등 많은 게임이 있다.

## 다트판의 종류
- 고정식 다트 : 다트과녁이 고정되어 있는 다트판
- 회전식 다트 : 다트과녁이 돌아가는 다트판
- 전자 다트 : 다트촉을 감지하여 점수를 합산하거나 규칙에 따른 점수를 보여준다.(보통 합산식)

## 다트촉의 종류
- 골국형 : 다트판의 과녁으로 다트촉이 붙는 방식.
- 자석형 : 다트판이 자석에 붙어 다트촉이 붙는 방식. 시중에 많이 있다.
- 밸크로 테이프 공형 : 찍찍이라고 불리는 밸크로 테이프가 과녁에 닿을 수 있게 되어 있다. 주로 어린이용이다.

## 다트의 구성
- 팁
- 베럴(Barrel)
- 샤프트(Shaft)
- 플라이트(Flight)

## 같이 보기
- 세계 다트 연맹